# Récepteur alpha activé par les proliférateurs de peroxysomes
Le récepteur alpha activé par les proliférateurs de peroxysomes (en anglais : PPAR-alpha), également connu sous le nom de NR1C1 (récepteur nucléaire de la sous-famille 1, groupe C, membre 1), est une protéine du récepteur nucléaire qui, chez l'homme, est codée par le gène PPARA. Avec le récepteur delta activé par les proliférateurs de peroxysomes et le récepteur gamma activé par les proliférateurs de peroxysomes, le PPAR-alpha fait partie de la sous-famille des récepteurs activés par les proliférateurs de peroxysomes. Il a été le premier membre de la famille PPAR à être cloné en 1990 par Stephen Green et a été identifié comme le récepteur nucléaire d'une classe diverse d'hépatocarcinogènes de rongeurs qui provoque la prolifération des peroxysomes. Son gène est PPARA situé sur le chromosome 22 humain

## Fonctions

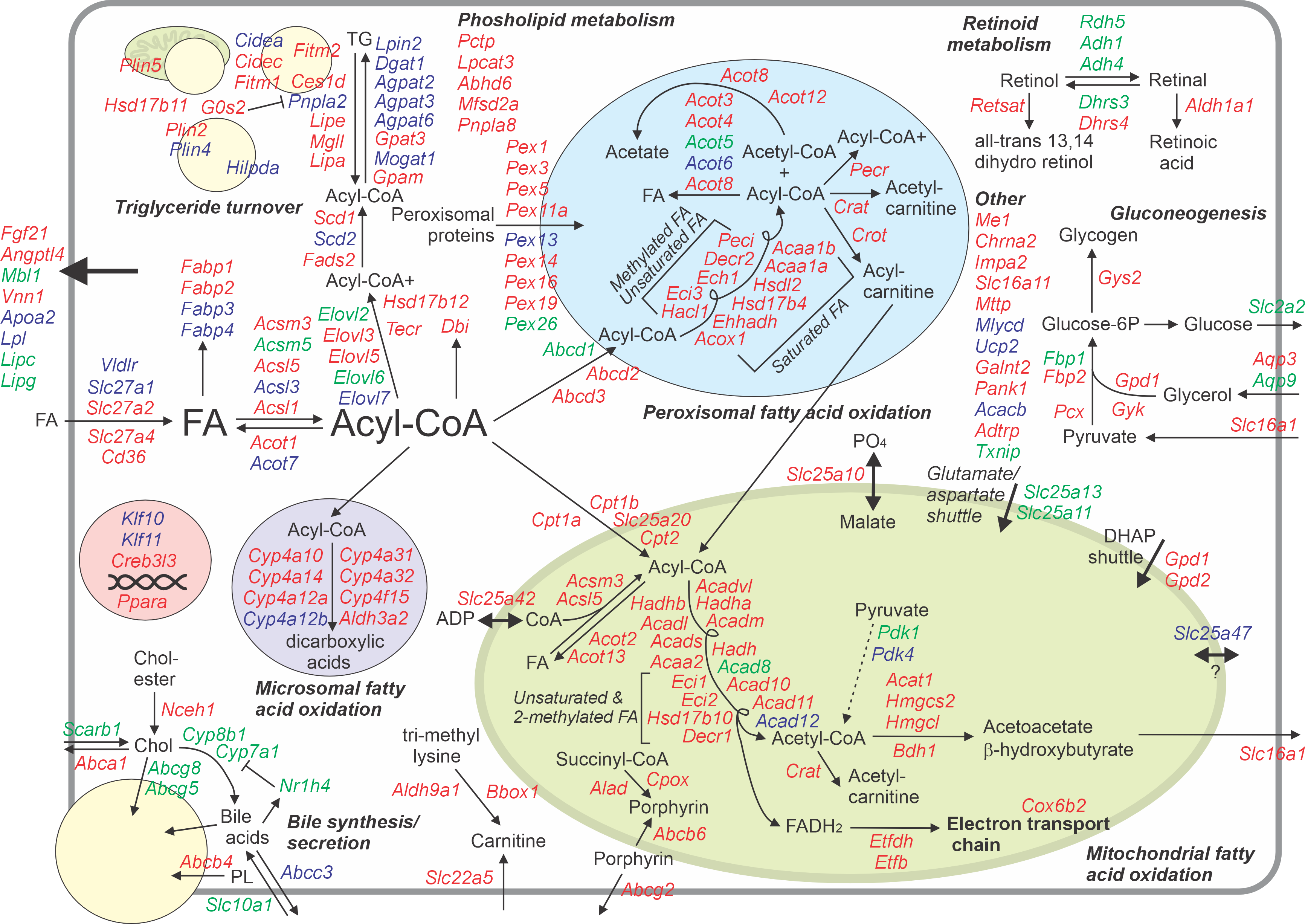
Transcriptome PPAR-alpha du foie de souris

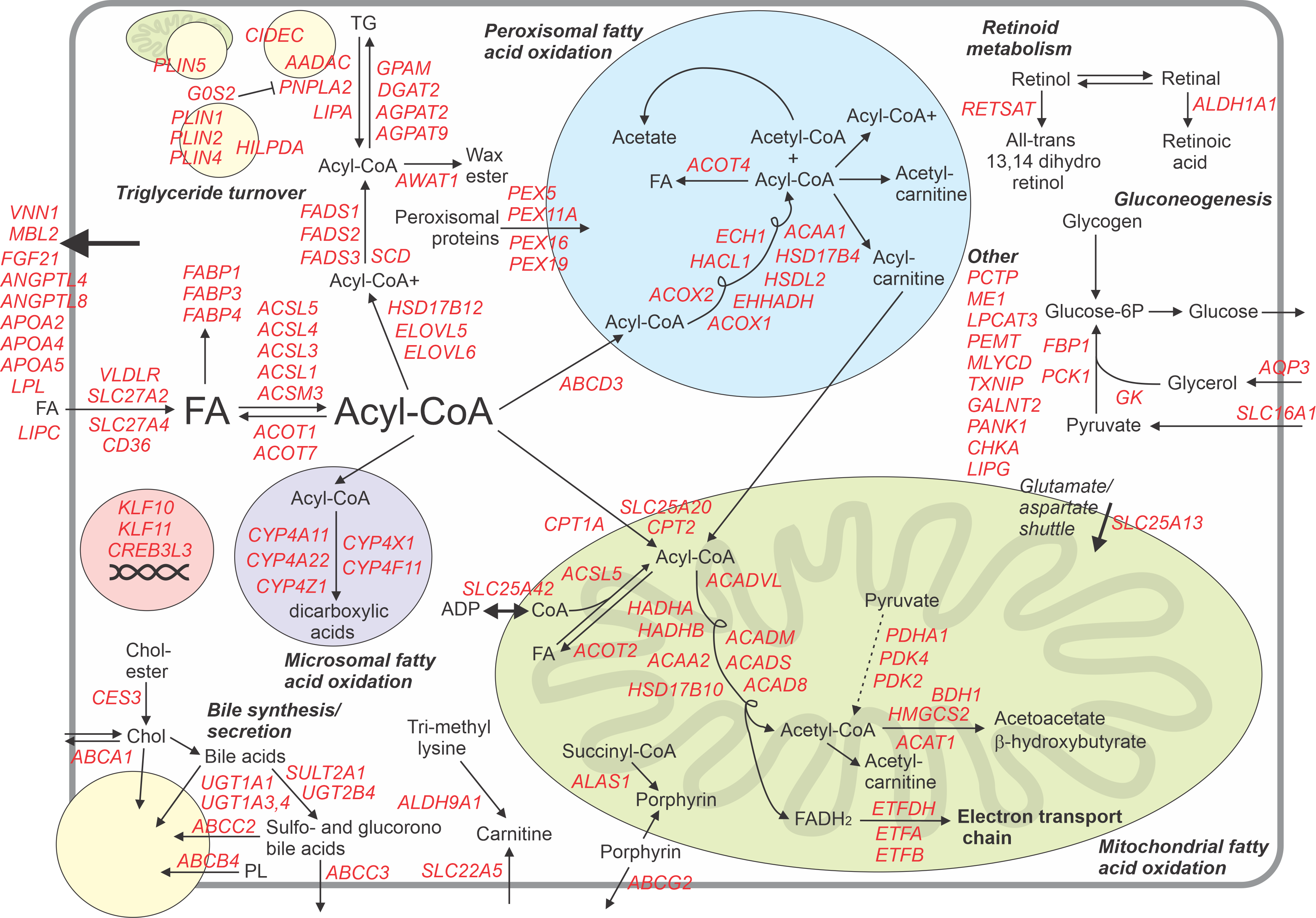
Transcriptome PPAR-alpha des cellules hépatocytes humaines

Le PPAR-alpha est un facteur de transcription et un régulateur majeur du métabolisme des lipides dans le foie. Le PPAR-alpha est activé dans des conditions de privation d'énergie et est nécessaire au processus de cétogenèse, une réponse adaptative clé au jeûne prolongé. L'activation des PPAR-alpha favorise l'absorption, l'utilisation et le catabolisme des acides gras par la régulation des gènes impliqués dans le transport des acides gras, la liaison et l'activation des acides gras, et la β-oxydation des acides gras peroxysomaux et mitochondriaux. Le PPAR-alpha est principalement activé par la liaison de ligands. Les ligands synthétiques comprennent les médicaments à base de fibrates, qui sont utilisés pour traiter l'hyperlipidémie, et un ensemble varié d'insecticides, d'herbicides, de plastifiants et de solvants organiques collectivement appelés proliférateurs de peroxysomes. Les ligands endogènes comprennent des acides gras tels que l'acide arachidonique ainsi que d'autres acides gras polyinsaturés et divers composés dérivés d'acides gras tels que certains membres de la famille de l'acide 15-hydroxyicosatétraénoïque des métabolites de l'acide arachidonique, par exemple le 15(S)-HETE, le 15(R)-HETE, et le 15(S)-HpETE et l'acide 13-hydroxyoctadécadiénoïque, un métabolite de l'acide linoléique.

## Distribution tissulaire
L'expression de PPAR-alpha est la plus élevée dans les tissus qui oxydent les acides gras à un rythme rapide. Chez les rongeurs, les plus hauts niveaux d'expression de l'ARNm des PPAR-alpha se trouvent dans le foie et les tissus adipeux bruns, suivis du cœur et des reins. Les niveaux d'expression PPAR-alpha les plus bas se trouvent dans l'intestin grêle et le gros intestin, les muscles squelettiques et les glandes surrénales. Le PPAR-alpha humain semble s'exprimer de manière plus égale dans divers tissus, avec une forte expression dans le foie, l'intestin, le cœur et les reins.

## ÉtudesKnockoutde ces gènes
Des études utilisant des souris dépourvues de PPAR-alpha fonctionnel indiquent que le PPAR-alpha est essentiel pour l'induction de la prolifération des peroxysomes par un ensemble diversifié de composés synthétiques appelés proliférateurs de peroxysomes. Les souris dépourvues de PPAR-alpha ont également une réponse altérée au jeûne, caractérisée par des perturbations métaboliques majeures, notamment de faibles taux plasmatiques de corps cétoniques, une hypoglycémie et un foie gras.

## Pharmacologie
Le PPAR-alpha sert de récepteur cellulaire pour les fibrates, une classe de médicaments utilisés dans le traitement de la dyslipidémie. Les fibres abaissent efficacement les triglycérides sériques et augmentent le taux de cholestérol HDL sérique. Bien que des avantages cliniques du traitement par les fibrates aient été observés, les résultats globaux sont mitigés et ont conduit à des réserves quant à l'application à grande échelle des fibrates pour le traitement des maladies coronariennes, contrairement aux statines. Les agonistes PPAR-alpha peuvent avoir une valeur thérapeutique pour le traitement des maladies hépatiques grasses non alcooliques. Le PPAR-alpha peut également être un site d'action de certains anticonvulsivants.

## Gènes ciblés
Le PPAR-alpha régit les processus biologiques en modifiant l'expression d'un grand nombre de gènes cibles. En conséquence, le rôle fonctionnel du PPAR-alpha est directement lié à la fonction biologique de ses gènes cibles. Les études de profilage de l'expression génétique ont indiqué que les gènes cibles PPAR-alpha se comptent par centaines. Les gènes cibles classiques de PPAR-alpha comprennent PDK4, ACOX1 et CPT1. L'analyse de l'expression des gènes à faible et à fort débit a permis de créer des cartes complètes illustrant le rôle du PPAR-alpha en tant que régulateur principal du métabolisme des lipides par la régulation de nombreux gènes impliqués dans divers aspects du métabolisme des lipides. Les cartes, construites pour le foie de souris et le foie humain, placent le PPAR-alpha au centre d'un pôle de régulation ayant un impact sur l'absorption des acides gras et la liaison intracellulaire, l'oxydation mitochondriale et la β-oxydation des acides gras peroxysomaux, la cétogenèse, le renouvellement des triglycérides, la gluconéogenèse et la synthèse/sécrétion de la bile.

## Interactions
Il a été démontré que le récepteur alpha activé par les proliférateurs de péroxisomes interagit avec ces derniers :
- AIP[5]
- EP300[6],[7]
- HSP90AA1[5]
- NCOA1[6],[8]
- NCOR1[7]